# 1880 في الأرجنتين
فيما يلي قوائم الأحداث التي وقعت خلال عام 1880 في الأرجنتين.

## سياسة

### تعيين في المنصب
- 12 أكتوبر – خوليو روكا الأرجنتيني رئيس الأرجنتين.

### انتهاء فترة المنصب
- 11 أكتوبر – نيكولاس أفيلانيدا رئيس الأرجنتين،رئيس الأرجنتين.
- 12 أكتوبر – مانويل د. بيزارو عضو مجلس الشيوخ الأرجنتيني ‏.

## مواليد

### أبريل
- 3 أبريل – خورخي براون لاعب كرة قدم أرجنتيني.

### أغسطس
- 10 أغسطس – ألفريدو بالاسيوس سياسي أرجنتيني.

## وفيات

### يناير
- 1 يناير – خوسيه أنطونيو دوران (مواليد 1810)

### أبريل
- 1 أبريل – آرون كاستيلانوس (مواليد 1799) عسكري أرجنتيني.